# Arun (rivière)
Pour les articles homonymes, voir Arun.
L’Arun est un fleuve côtier du comté anglais du Sussex de l'ouest, long de 41 km.

## Géographie
Il prend naissance par les apports d'une multitude de rus (appelés ghylls ou gills) de St Leonard's Forest, à l’est de Horsham. Il arrose Horsham par l’ouest et à Nowhurst, il forme une confluence avec la North River (appelée également Ockle), qui prend sa source dans les collines de Leith et Holmbury, dans le Surrey.
Il arrose ensuite Arundel, s'écoule en contrebas du château avant de se jeter dans la Manche à Littlehampton. Son principal affluent est la Rother. Le District d'Arun, dans le Sussex de l'ouest, lui doit son nom. Ce fleuve côtier, fortement influencé par le mascaret jusqu'à Pallingham Quay (27,5 km en amont de l'estuaire à Littlehampton), présente le courant le plus rapide d'Angleterre.